# Asparagi di Rommel

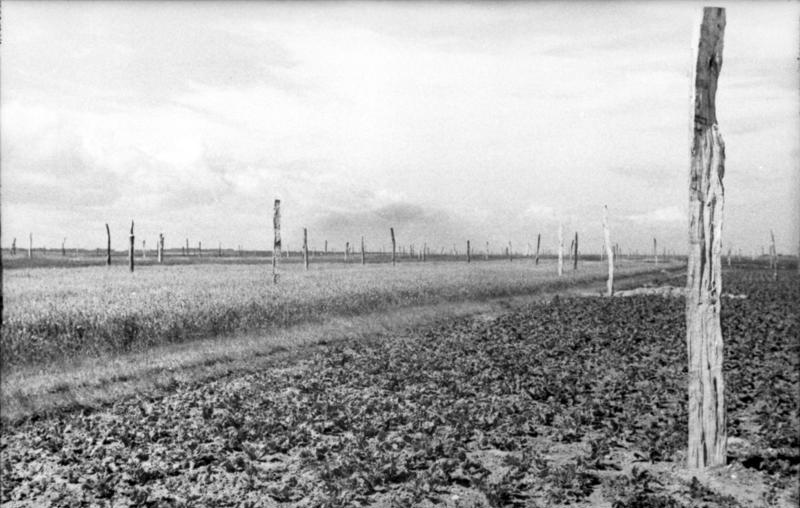
Asparagi per prevenire atterraggi di alianti, nella Francia del 1944

Gli asparagi di Rommel (dal tedesco Rommelspargel), anche detti Holzpfähle ("pali di legno") oppure Luftlandehindernis ("ostacolo per truppe aviotrasportate"), erano tronchi di legno lunghi 4-5 metri posizionati sulle spiagge della Manica e dell'Atlantico, per impedire lo sbarco delle truppe alleate, ma anche posizionati nell'entroterra, in campi o/e prati, per impedire l'atterraggio di aerei o alianti nemici.

## Descrizione

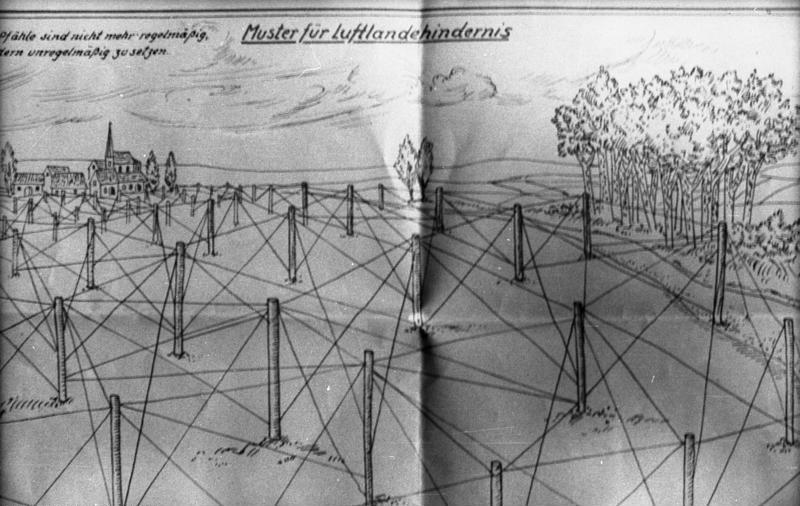
Schema di una difesa mediante i Luftlandehindernis

I cosiddetti "asparagi di Rommel" venivano piantati nel terreno, fino anche a due metri di profondità, e, se necessario, tenuti in piedi meglio grazie ad altri pali legati ad essi in maniera da formare una diagonale con il terreno. A volte, i pali erano circondati da campi minati. Soprattutto sulle spiagge, i pali erano in acciaio, per prevenire la corrosione del legno causata dall'acqua salata. Questi pali posizionati lungo le spiagge, con l'arrivo dell'alta marea, scomparivano appena sotto al livello dell'acqua, e quindi risultavano potenzialmente dannosi per lo scafo delle navi nemiche in arrivo per un eventuale sbarco. Durante lo sbarco in Normandia, le spiagge che contenevano questi "asparagi" erano un temuto avversario per i mezzi da sbarco delle forze alleate. Gli asparagi erano collocati ad una distanza di circa 50 metri l'uno dall'altro sulle spiagge, mentre nell'entroterra, dove bisognava impedire l'atterraggio di aeromobili, le distanze erano più ridotte.

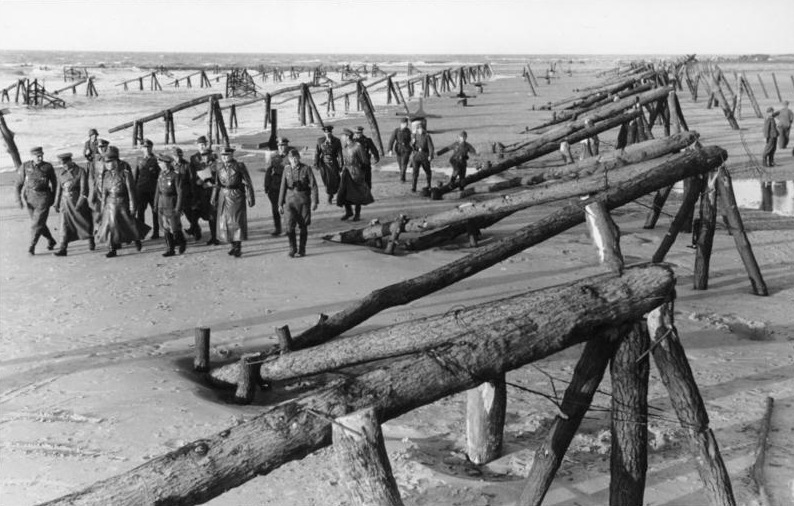
Rommel durante un'ispezione del Vallo Atlantico, aprile 1944

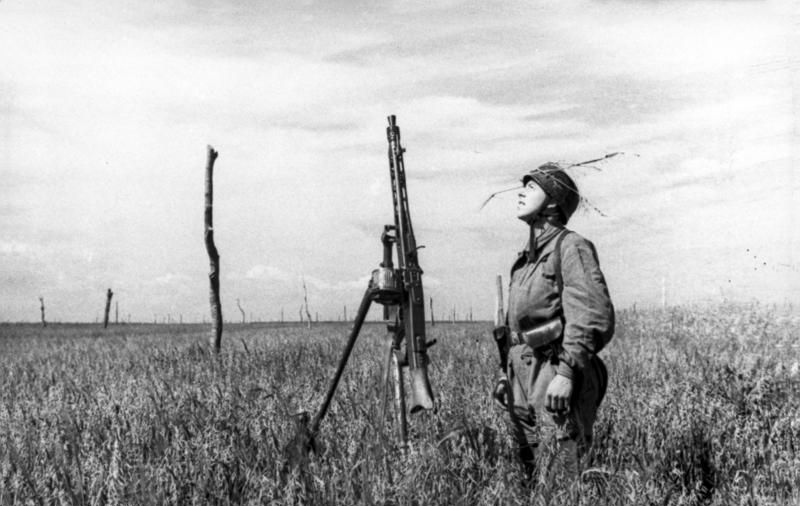
Asparagi di Rommel dietro ad un paracadutista con la sua mitragliatrice MG 42, 1944

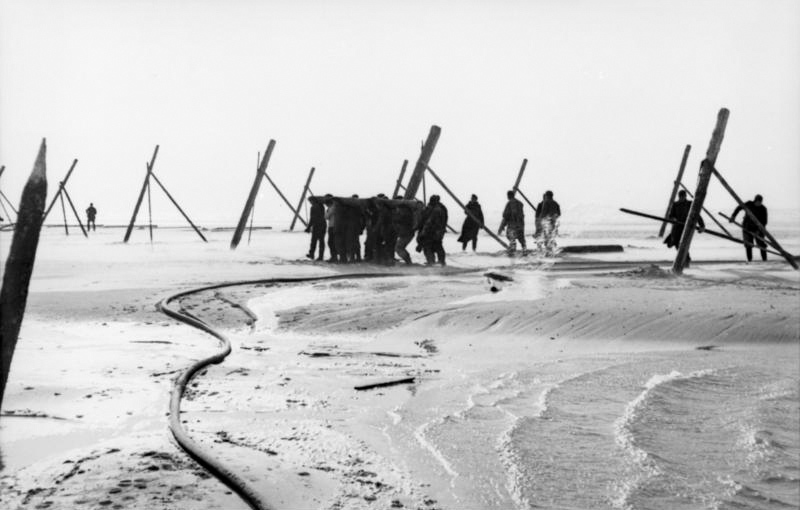
Nel 1943, le truppe utilizzarono presse idrauliche per conficcare i pali nella sabbia della spiaggia

Il feldmaresciallo Erwin Rommel, che assunse nel novembre 1943 il comando dello Heeresgruppe B (Gruppo di armate B), ricevette anche il comando del Vallo Atlantico lungo le coste francesi. Subito dopo aver accolto l'incarico, Rommel controllò le fortificazioni locali e prese parte ad alcuni viaggi più lunghi per poter concludere che le attuali postazioni difensive dovevano essere ampliate e migliorate, e tutto ciò più velocemente. Da qui, i nuovi pali difensivi vennero definiti gli "asparagi di Rommel".
Anche se le forze di Rommel avevano disposto oltre un milione di pali nei campi, il loro effetto sull'invasione della Normandia fu alquanto irrilevante. Più tardi, in Costa Azzurra (operazione Dragoon), solamente 300 soldati alleati furono vittime degli asparagi di Rommel. Il termine "asparago di Rommel" si riferisce specificamente a pali di legno, utilizzati contro l'invasione aerea, ma è stato anche utilizzato per descrivere i tronchi di legno posti sulle spiagge della Manica e dell'Oceano Atlantico, per ostacolare lo sbarco delle truppe aviotrasportate. Queste strutture difensive in legno furono testate dai tedeschi che appurarono la loro inefficacia contro le barche, e vennero quindi abbandonati in favore delle Hemmbalken ("travi di ostruzione") e di altre difese lungo la spiaggia.
Nei piani che Rommel aveva inviato ai suoi subordinati, il sistema difensivo dei pali di legno, interconnessi tramite fili, veniva nominato come Luftlandehindernis ("ostacolo per truppe aviotrasportate").
Lungo i campi nell'entroterra e nei prati, dove gli alianti nemici potevano atterrare, Rommel specificò che il diametro dei pali doveva essere di 150–300 mm, e conficcati sotto terra in modo tale che 3–4 m del palo sarebbero sbucati verso l'alto. Circa ogni chilometro quadro doveva contenere 1000 pali difensivi. I pali di legno dovevano provenire da tronchi o rami d'albero di grosso diametro. Le cime dei pali erano spesso collegate da un filo, a sua volta connesso con una trappola, ad esempio una mina o una bomba a mano. A volte, al posto dei pali in legno, si utilizzavano allo stesso scopo binari ferroviari.
Oltre a questi ostacoli per prevenire gli atterraggi, Rommel diede l'ordine di allagare alcuni campi, in modo tale che gli alianti che vi atterrassero, assieme alle loro truppe aviotrasportate, affondassero nell'acqua e nel fango. Inoltre, egli ordinò che reparti di fanteria, armati con mitragliatrici, coprissero le vie di fuga dai campi, in modo tale da ridurre la probabilità di sopravvivenza delle truppe nemiche dopo l'atterraggio. In questi campi bocage in effetti si trovavano vie di fuga, semicoperte da dense siepi; più che gli asparagi, queste siepi causarono maggiori danni ai nemici che si muovevano dopo l'atterraggio.
Rommel, dopo un giro di ispezione nell'aprile del 1944, affermò: "la costruzione di ostacoli anti-paracadutisti ha fatto grandi progressi in molte divisioni. Ad esempio, una divisione ha disposto circa 300.000 pali, e un corpo d'armata 900.000." Inoltre sottolineò che "i soli pali non rendevano completo il lavoro; questi dovevano essere collegati l'uno all'altro a delle mine e granate... È ancora possibile che del bestiame possa pascolare sotto questa rete di ostacoli."
Dopo che gli alleati sbarcarono in Normandia, recuperarono i pali di acciaio per fonderli e ricavare metallo utile per dotare i carri armati M4 Sherman di un'apposita rastrelliera sulla parte frontale, la quale svolgeva il compito di abbattere il bocage normanno. Questi carri modificati vennero soprannominati Rhinoceros o Cutter Culin, dal sergente Curtis G. Culin, ideatore della modifica.

## Nella cultura di massa
Il termine "asparagi di Rommel" è stato citato nel romanzo di Günter Grass Il tamburo di latta (Die Blechtrommel), in una poesia di Oscar Matzerath, che alla vigilia dello sbarco alleato era dietro alle postazioni del Vallo Atlantico.
In una missione del videogioco per PC Brothers in Arms: Road to Hill 30 il giocatore, nei panni di una squadra di soldati americani, deve distruggere i suddetti pali per sgomberare il campo agli atterraggi degli alianti alleati.